# Musculus flexor pollicis longus
Der Musculus flexor pollicis longus (lateinisch für „langer Daumenbeuger“) ist ein Skelettmuskel und einer der tiefen Beuger am Unterarm. Seine Sehne verläuft durch den Karpaltunnel (Canalis carpi). Der Musculus flexor pollicis longus beugt den Daumen bis zum Endglied und die Hand im Handgelenk.

## Varietäten
In etwa 30 % der Fälle weist der Muskel einen zusätzlichen Ursprung am Epicondylus medialis humeri auf, der als Caput humerale („Oberarmkopf“) bezeichnet wird.
Der Musculus flexor pollicis longus ist eine Abspaltung des Musculus flexor digitorum profundus. In einigen Fällen strahlt die Flexor-Pollicis-Longus-Sehne in die Flexor-Digitorum-Profundus-Sehne ein, was zu einer störenden Mitbeugung des Zeigefingers bei einer Daumenbeugung führt.

## Sehnenriss
Nicht-traumatische bzw. degenerative Risse dieser Sehne sind selten, die lange Daumenbeugesehne ist aber von allen Beugesehnen am häufigsten betroffen. Durch die große Sehnenexkursion von 5,5–6 cm kommt es bei einem Riss oft zu einer erheblichen Retraktion des proximalen Sehnenendes.
Vor Einführung moderner Biologicals galt der Sehnenriss als typische Folge der Rheumatoiden Arthritis und wurde als Mannerfelt-Läsion bezeichnet.
Seitdem die Distale Radiusfraktur operativ vorwiegend mit volaren Platten-Osteosynthesen versorgt wird, kommt es häufiger zu Sehnenrissen durch Reibung an der Platte oder an distalen Schraubenköpfen. Auch Risse durch chronische Reibung an palmaren Osteophyten bei einer Handgelenksarthrose sind möglich.
Eine primäre Sehnennaht ist wegen der ausgeprägten Retraktion der Sehne und der lokalen Tendopathie, die durch die Reibung ausgelöst wurde, oft nicht durchführbar. Daher werden oft Sehnen-Interponate verwendet, vor allem mit der Sehne des Musculus palmaris longus, oder es erfolgt ein Transfer der Sehne des Musculus flexor digitorum superficialis von Mittel- oder Ringfinger. In der Regel resultieren dauerhaft eine verminderte Beugekraft und Beweglichkeit im Daumen bei insgesamt guten funktionellen Ergebnissen.